# Enicospilus pinus
Enicospilus pinus är en stekelart som beskrevs av Ian D. Gauld och Mitchell 1981. Enicospilus pinus ingår i släktet Enicospilus och familjen brokparasitsteklar. Inga underarter finns listade i Catalogue of Life.